# Saison 7 de La France a un incroyable talent
Vous pouvez aider à l'améliorer ou bien discuter des problèmes sur sa page de discussion.
- Il n'est pas vérifiable et peut contenir des informations totalement erronées. Il est fortement conseillé aux contributeurs d'étayer son contenu par des sources fiables. Sans cela, sa suppression pourrait être envisagée. (si vous venez d'apposer le bandeau, veuillez cliquer sur ce lien pour créer la discussion et en afficher les indications). (Marqué depuis avril 2025)
- Il peut contenir un travail inédit ou des déclarations non vérifiées. Vous pouvez l’améliorer en ajoutant des références. (Marqué depuis janvier 2022)

- Archive Wikiwix
- Bing
- Cairn
- DuckDuckGo
- E. Universalis
- Gallica
- Google
- G. Books
- G. News
- G. Scholar
- Persée
- Qwant
- (zh) Baidu
- (ru) Yandex
- (wd) trouver des œuvres sur Wikidata

Vous pouvez aider à l'améliorer ou bien discuter des problèmes sur sa page de discussion.
- Son admissibilité est à vérifier. Motif : Manque de sources, de références, TI. Les ref (buzzesques) ne concernent que les audiences, déjà dans l'article principal. Info doublonnant ce dernier. Données chiffrées sans références. Saison ne se démarquant pas particulièrement. Vous êtes invité à le compléter pour expliciter son admissibilité, en y apportant des sources secondaires de qualité. (Marqué depuis juin 2025)
- Il ne cite pas suffisamment ses sources. Vous pouvez indiquer les passages à sourcer avec {{référence nécessaire}} ou {{Référence souhaitée}}, et inclure les références utiles en les liant aux notes de bas de page. (Marqué depuis janvier 2022)
- Certaines de ses couleurs nuisent à son accessibilité et ne respectent pas la charte graphique. Les couleurs ne sont pas interdites, mais il est conseillé d'en faire un usage modéré qui respecte les normes d'accessibilité. (Marqué depuis avril 2025)
- Son texte doit être wikifié : il ne correspond pas à la mise en forme Wikipédia (style, typographie, liens internes, liens entre les wikis, etc.). (Marqué depuis avril 2025)

- Archive Wikiwix
- Bing
- Cairn
- DuckDuckGo
- E. Universalis
- Gallica
- Google
- G. Books
- G. News
- G. Scholar
- Persée
- Qwant
- (zh) Baidu
- (ru) Yandex
- (wd) trouver des œuvres sur Wikidata

La septième saison de La France a un incroyable talent, émission française de divertissement, a été diffusée du 23 octobre 2012 au 26 décembre 2012 sur M6.
À la fin du prime de la finale de la 6e saison de La France un Incroyable de Talent le 14 décembre 2011, Gilbert Rozon a annoncé que l'émission reviendrait pour une 7e saison et que le casting était déjà ouvert.
M6 a confirmé l'annonce en précisant que le casting de la 7e saison était ouvert et que tous les candidats qui souhaitaient s'inscrire pouvaient le faire en allant sur M6.fr. M6 étant satisfaite des audiences de la 6e saison, qui étaient d'ailleurs encore en légère hausse par rapport à la 5e saison a décidé de relancer l'émission pour une 7e saison.

## Présentateurs et jury
- Si vous ne connaissez pas le sujet, laissez ce bandeau (vous pouvez alors contacter les auteurs).
- Si vous supprimez le contenu mis en cause (vous pouvez préalablement contacter les auteurs),

argumentez précisément cette suppression dans la page de discussion
(un manque de référence n'est pas un argument ; une recherche réelle de référence doit avoir été effectuée, être formellement documentée).
Cette saison est à nouveau présentée par Alex Goude et Sandrine Corman (prime-time), suivie par La France a un incroyable talent, ça continue présentée par Jérôme Anthony
Le jury est composé du producteur Gilbert Rozon, présent depuis la première saison, de la directrice artistique du Cirque Pinder, Sophie Edelstein et du chanteur Dave. Dave a été remplacé par André Manoukian durant une journée d'auditions car il participait à un concert ce jour-là.
La saison 7 est remportée par Die Mobiles

## Gain
- Si vous ne connaissez pas le sujet, laissez ce bandeau (vous pouvez alors contacter les auteurs).
- Si vous supprimez le contenu mis en cause (vous pouvez préalablement contacter les auteurs),

argumentez précisément cette suppression dans la page de discussion
(un manque de référence n'est pas un argument ; une recherche réelle de référence doit avoir été effectuée, être formellement documentée).
Le(s) vainqueur(s) recevra(ont) un chèque de 100 000 euros et fera (feront) partie du Festival Juste pour rire de Montréal

## Épreuves
- Si vous ne connaissez pas le sujet, laissez ce bandeau (vous pouvez alors contacter les auteurs).
- Si vous supprimez le contenu mis en cause (vous pouvez préalablement contacter les auteurs),

argumentez précisément cette suppression dans la page de discussion
(un manque de référence n'est pas un argument ; une recherche réelle de référence doit avoir été effectuée, être formellement documentée).

### Auditions
Les auditions de La France a un Incroyable Talent ont eu lieu du 23 au 28 août 2012 à Issy-les-Moulineaux. Elles ont été diffusées à la télévision à partir du 23 octobre 2012.

#### Émission 1: 23 octobre 2012
| Ordre                             | Nom (âge)                               | Numéro                            | Buzz et choix du jury | Buzz et choix du jury | Buzz et choix du jury | Résultat          |
| Ordre                             | Nom (âge)                               | Numéro                            | Gilbert               | Sophie                | Dave                  | Résultat          |
| --------------------------------- | --------------------------------------- | --------------------------------- | --------------------- | --------------------- | --------------------- | ----------------- |
| 1                                 | Maxou le chien (56 ans)                 | Humour                            | refusé                | refusé                | refusé                | Éliminé           |
| 2                                 | André (17 ans)                          | Acrobatie                         |                       |                       |                       | Qualifié          |
| 3                                 | Inna Zobenko (27 ans)                   | Femme toupie                      |                       |                       |                       | Qualifié          |
| 4                                 | Yverdon amis gymnastes (de 17 à 32 ans) | Gymnastique                       | refusé                | refusé                | refusé                | Éliminés          |
| 5                                 | Acro d’rock (de 25 à 50 ans)            | Danse                             | refusé                | refusé                | refusé                | Éliminés          |
| 6                                 | Tatiana (26 ans)                        | Chant lyrique                     |                       |                       |                       | Qualifiée         |
| 7                                 | Mariette Paquerette (25 et 26 ans)      | Mime et danse                     | refusé                |                       |                       | Éliminées         |
| 8                                 | Body art (de 16 à 22 ans)               | Musculation (pompes)              |                       |                       |                       | Qualifiés         |
| 9                                 | David (47 ans)                          | Chant                             | refusé                | refusé                | refusé                | Éliminé           |
| 10                                | Meda et Lee Za (25 et 21 ans)           | Danse                             |                       |                       |                       | Qualifiés         |
| 11                                | El caramelo (de 5 à 52 ans)             | Chant et danse                    |                       |                       |                       | Qualifiés         |
| 12                                | Mona Roussette (50 ans)                 | Art abstrait                      | refusé                | refusé                |                       | Éliminée          |
| 13                                | Dressing flash (25 et 35 ans)           | Magie                             |                       |                       |                       | Qualifiés         |
| 14                                | Denis Ilchenko (27 ans)                 | Force                             |                       |                       |                       | Éliminé           |
| 15                                | Scarlett James                          | Danse                             |                       |                       |                       | Éliminée          |
| 16                                | Naruto (24 ans)                         | Danseur                           |                       |                       |                       | Qualifié          |
| 17                                | The Havanese freestylers (24 et 51 ans) | Dressage animaux (chiens)         | refusé                |                       | refusé                | Éliminées         |
| 18                                | Anton brothers (20 et 22 ans)           | Acrobatie                         |                       |                       |                       | Qualifiés         |
| 19                                | Freddy et Valérie (39 et 34 ans)        | Magie                             | refusé                | refusé                | refusé                | Éliminés          |
| 20                                | Twirling d’illkirch (de 19 à 23 ans)    | Danse                             | refusé                |                       |                       | Éliminées         |
| 21                                | Théo Dari (44 ans)                      | Virtuel (lasers)                  |                       |                       |                       | Qualifié          |
| Nombre de buzz par membre du jury | Nombre de buzz par membre du jury       | Nombre de buzz par membre du jury | 9 buzz                | 6 buzz                | 6 buzz                | 21 buzz / 63 buzz |

### Demi-finales

#### Candidats de la1redemi-finale
La première demi-finale s'est déroulée en direct le 5 décembre.
| Groupe 1 | Groupe 1         | Groupe 1        | Groupe 1              | Groupe 1              | Groupe 1              | Groupe 1                | Groupe 1 |
| Ordre    | Nom              | Numéro          | Buzz et Choix du Jury | Buzz et Choix du Jury | Buzz et Choix du Jury | Résultat                |          |
| Ordre    | Nom              | Numéro          | Gilbert               | Sophie                | Dave                  | Résultat                |          |
| -------- | ---------------- | --------------- | --------------------- | --------------------- | --------------------- | ----------------------- | -------- |
| 1        | Pierre Marchand  | Diabolo         |                       |                       |                       | Choisi par le public    |          |
| 2        | Jonathan         | Danse classique |                       |                       |                       | Éliminé                 |          |
| 3        | Black Rain       | Glam Rock       |                       |                       |                       | Choisis par le jury     |          |
| 4        | William et Maeva | Danse           |                       |                       |                       | Non choisis par le jury |          |
| 5        | André Gilles     | Chant           |                       |                       |                       | Éliminé                 |          |

| Groupe 2 | Groupe 2       | Groupe 2          | Groupe 2              | Groupe 2              | Groupe 2              | Groupe 2               | Groupe 2 |
| Ordre    | Nom            | Numéro            | Buzz et Choix du Jury | Buzz et Choix du Jury | Buzz et Choix du Jury | Résultat               |          |
| Ordre    | Nom            | Numéro            | Gilbert               | Sophie                | Dave                  | Résultat               |          |
| -------- | -------------- | ----------------- | --------------------- | --------------------- | --------------------- | ---------------------- | -------- |
| 1        | André          | Équilibriste      |                       |                       |                       | Choisi par le public   |          |
| 2        | Scallywag      | Danse             |                       |                       |                       | Éliminées              |          |
| 3        | Tatiana        | Chanteuse lyrique |                       |                       |                       | Choisie par le jury    |          |
| 4        | Dressing Flash | Quick Change      |                       |                       |                       | Éliminés               |          |
| 5        | Freddy Tougaux | Chanteur décalé   |                       |                       |                       | Non choisi par le jury |          |

- À noter que Black Rain n'étaient pas censé être en demi-finale mais à la suite du forfait de Fabian Le Castel, ils prennent donc sa place.

#### Candidats de la2edemi-finale
La deuxième demi-finale s'est déroulée en direct le 12 décembre.
| Groupe 1 | Groupe 1        | Groupe 1         | Groupe 1              | Groupe 1              | Groupe 1              | Groupe 1                | Groupe 1 |
| Ordre    | Nom             | Numéro           | Buzz et Choix du Jury | Buzz et Choix du Jury | Buzz et Choix du Jury | Résultat                |          |
| Ordre    | Nom             | Numéro           | Gilbert               | Sophie                | Dave                  | Résultat                |          |
| -------- | --------------- | ---------------- | --------------------- | --------------------- | --------------------- | ----------------------- | -------- |
| 1        | Die Mobilés     | Ombres chinoises |                       |                       |                       | Choisis par le public   |          |
| 2        | Alpha           | Magie            |                       |                       |                       | Éliminé                 |          |
| 3        | Famille Dornier | Rock             |                       |                       |                       | Non choisis par le jury |          |
| 4        | Andréa Catozzi  | Danse            |                       |                       |                       | Éliminé                 |          |
| 5        | Entourage       | Danse            |                       |                       |                       | Choisis par le jury     |          |

| Groupe 2 | Groupe 2         | Groupe 2               | Groupe 2              | Groupe 2              | Groupe 2              | Groupe 2               | Groupe 2 |
| Ordre    | Nom              | Numéro                 | Buzz et Choix du Jury | Buzz et Choix du Jury | Buzz et Choix du Jury | Résultat               |          |
| Ordre    | Nom              | Numéro                 | Gilbert               | Sophie                | Dave                  | Résultat               |          |
| -------- | ---------------- | ---------------------- | --------------------- | --------------------- | --------------------- | ---------------------- | -------- |
| 1        | Insane           | Danse                  |                       |                       |                       | Choisies par le jury   |          |
| 2        | Raffi            | Chant                  |                       |                       |                       | Choisi par le public   |          |
| 3        | Ramon            | Funambule              |                       |                       |                       | Non choisi par le jury |          |
| 4        | Torben & Pascal  | Danse                  |                       |                       |                       | Éliminés               |          |
| 5        | Michelle L'amour | Strip-tease, burlesque |                       |                       |                       | Éliminée               |          |

#### Candidats de la3edemi-finale
La troisième demi-finale s'est déroulée en direct le 19 décembre.
| Groupe 1 | Groupe 1       | Groupe 1          | Groupe 1              | Groupe 1              | Groupe 1              | Groupe 1               | Groupe 1 |
| Ordre    | Nom            | Numéro            | Buzz et Choix du Jury | Buzz et Choix du Jury | Buzz et Choix du Jury | Résultat               |          |
| Ordre    | Nom            | Numéro            | Gilbert               | Sophie                | Dave                  | Résultat               |          |
| -------- | -------------- | ----------------- | --------------------- | --------------------- | --------------------- | ---------------------- | -------- |
| 1        | El Caramelo    | Flamenco          |                       |                       |                       | Choisi par le public   |          |
| 2        | Jump Rope      | Corde à sauter    |                       |                       |                       | Éliminées              |          |
| 3        | Body Art       | Athlètes de rue   |                       |                       |                       | Choisis par le jury    |          |
| 4        | Naruto         | Danse tétris      |                       |                       |                       | Éliminé                |          |
| 5        | Daniel Wurtzel | Sculpture sur air |                       |                       |                       | Non choisi par le jury |          |

| Groupe 2 | Groupe 2        | Groupe 2               | Groupe 2              | Groupe 2              | Groupe 2              | Groupe 2                | Groupe 2 |
| Ordre    | Nom             | Numéro                 | Buzz et Choix du Jury | Buzz et Choix du Jury | Buzz et Choix du Jury | Résultat                |          |
| Ordre    | Nom             | Numéro                 | Gilbert               | Sophie                | Dave                  | Résultat                |          |
| -------- | --------------- | ---------------------- | --------------------- | --------------------- | --------------------- | ----------------------- | -------- |
| 1        | Abkari & Brahem | Danse                  |                       |                       |                       | Non choisis par le jury |          |
| 2        | Théo Dari       | Magicien de lumière    |                       |                       |                       | Choisi par le jury      |          |
| 3        | Duo Chrysalide  | Contorsion acrobatique |                       |                       |                       | Choisies par le public  |          |
| 4        | Sonia           | Chant                  |                       |                       |                       | Éliminée                |          |
| 5        | Les Angels      | Magie & danse          |                       |                       |                       | Éliminées               |          |

- À noter que José Henry Caycedo devait participer à cette demi-finale mais à la suite de son forfait, c'est Naruto (qui a été éliminé au rattrapage) qui le remplace.

### Finale
La finale s'est déroulée le 26 décembre en direct.
| N° de passage | Nom du candidat | Position | Pourcentage de vote |
| ------------- | --------------- | -------- | ------------------- |
| 1             | El Caramelo     | 8        |                     |
| 2             | André           | 2        | 14,51 %             |
| 3             | Les Insane      | 9        |                     |
| 4             | Die Mobilés     | 1        | 15,65 %             |
| 5             | Black Rain      | 6        |                     |
| 6             | Pierre Marchand | 5        |                     |
| 7             | Body Art        | 10       |                     |
| 8             | Raffi           | 3        | 10,21 %             |
| 9             | Duo Chrysalide  | 4        |                     |
| 10            | Tatiana         | 7        |                     |
| 11            | Entourage       | 12       |                     |
| 12            | Théo Dari       | 11       |                     |

## Audimat

### La France a un incroyable talent
Cette saison est suivie, en moyenne, par 3 923 000 téléspectateurs.
| Épisode | Jour et horaire de diffusion                             | Téléspectateurs en million(s) | Parts de marché (sur les 4 ans et plus) | Référence |
| ------- | -------------------------------------------------------- | ----------------------------- | --------------------------------------- | --------- |
| 1       | Mardi 23 octobre 2012 (auditions jour 1) (20:45-22:35)   | 3 780 000                     | 14,1 %                                  | [ 1 ]     |
| 2       | Mardi 30 octobre 2012 (auditions jour 2) (20:45-22:45)   | 4 237 000                     | 16,7 %                                  | [ 2 ]     |
| 3       | Mardi 6 novembre 2012 (auditions jour 3) (20:45-22:40)   | 4 790 000                     | 18,3 %                                  | [ 3 ]     |
| 4       | Mardi 13 novembre 2012 (auditions jour 4) (20:50-22:40)  | 4 650 000                     | 18 %                                    | [ 4 ]     |
| 5       | Mardi 20 novembre 2012 (auditions jour 5) (20:50-22:40)  | 4 200 000                     | 16,1 %                                  | [ 5 ]     |
| 6       | Mardi 27 novembre 2012 (auditions jour 6) (20:50-22:40)  | 3 816 000                     | 14,6 %                                  | [ 6 ]     |
| 7       | Mercredi 5 décembre 2012 (1e demi-finale) (20:50-23:05)  | 3 639 000                     | 16,3 %                                  | [ 7 ]     |
| 8       | Mercredi 12 décembre 2012 (2e demi-finale) (20:50-23:05) | 3 303 000                     | 14,5 %                                  | [ 8 ]     |
| 9       | Mercredi 19 décembre 2012 (3e demi-finale) (20:50-23:05) | 2 964 000                     | 12,5 %                                  | [ 9 ]     |
| 10      | Mercredi 26 décembre 2012 (La finale) (20:50-23:05)      | 3 857 000                     | 17,4 %                                  | [ 10 ]    |

Légende :
En fond vert = Les plus hauts chiffres d'audiences
En fond rouge = Les plus bas chiffres d'audiences

### La France a un incroyable talent, ça continue
| Épisode | Jour et horaire de diffusion            | Téléspectateurs en million(s) | Parts de marché (sur les 4 ans et plus) | Référence                     |
| ------- | --------------------------------------- | ----------------------------- | --------------------------------------- | ----------------------------- |
| 1       | Mardi 23 octobre 2012 (22:45-23:45)     | 2 000 000                     | 16,3 %                                  | [ 1 ]                         |
| 2       | Mardi 30 octobre 2012 (22:45-23:45)     | 2 300 000                     | 18,2 %                                  | [réf. nécessaire]             |
| 3       | Mardi 6 novembre 2012 (22:45-23:45)     | 2 400 000                     | 19,1 %                                  | [ 3 ]                         |
| 4       | Mardi 13 novembre 2012 (22:45-23:45)    | 2 100 000                     | 16,6 %                                  | [ 4 ]                         |
| 5       | Mardi 20 novembre 2012 (22:45-23:45)    | 2 100 000                     | 16,9 %                                  | [ 5 ]                         |
| 6       | Mardi 27 novembre 2012 (22:45-23:45)    | 1 800 000                     | 13,1 %                                  | [ 6 ]                         |
| 7       | Mercredi 5 décembre 2012 (23:05-00:20)  | Informations non communiquées | Informations non communiquées           | Informations non communiquées |
| 8       | Mercredi 12 décembre 2012 (23:05-00:20) | Informations non communiquées | Informations non communiquées           | Informations non communiquées |
| 9       | Mercredi 19 décembre 2012 (23:05-00:20) | Informations non communiquées | Informations non communiquées           | Informations non communiquées |
| 10      | Mercredi 26 décembre 2012 (23:05-00:20) | 2 100 000                     | 18,4 %                                  | [ 11 ]                        |

Légende :
En fond vert = Les plus hauts chiffres d'audiences
En fond rouge = Les plus bas chiffres d'audiences